# Богухвала (город)
Богухвала (пол. Boguchwała; до 1728 Piotraszówka)  —  город  в Польше, входит в Подкарпатское воеводство,  Жешувский повят.  Имеет статус городско-сельской гмины. Занимает площадь 9,11 км². Население 5912 человек. Права города получил в 2008 году. В 1975–1998 годах город административно принадлежал области Жешув.
В городе находится приход, посвященный св. Станислава Бискупа, принадлежащего Богухвальскому благочинию Жешувской епархии, а также Zakłady Porcelany Elektrotechnicznej ZAPEL, крупнейшего из трех в стране и всемирно известного производителя фарфоровых и композитных изоляторов.